# Casa di Pinarius Cerialis

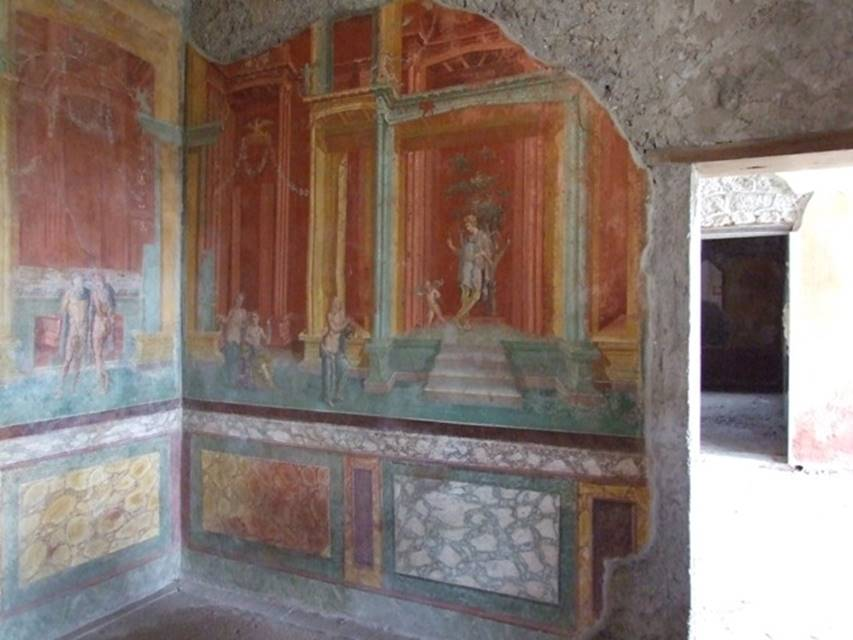
Malereien im 4. Stil

Bei der Casa di Pinarius Cerialis (Haus des Pinarius Cerialis, auch Haus der Iphigenie oder Casa di Ifigenia) handelt es sich um ein Wohnhaus in Pompeji (III.4, b), das einige herausragende Beispiele von Malereien im 4. Stil aufweist. Das Gebäude wurde von 1916 bis 1917 und 1926 ausgegraben und nach der Grabung überdacht, um die Wandmalereien zu schützen.

## Beschreibung
Das eher kleine Haus gehörte dem Pinarius Cerialis, der auf der Fassade, aber auch auf einem Messer, das sich im Haus fand, genannt wird. Er war Gemmenschneider und ein Priester des Hercules. In einem Raum des Hauses fand sich ein kleiner Kasten mit 114 Edelsteinen, die zum Teil bearbeitet waren.
Das Haus hat einen Garten, um den sich an zwei Seiten alle Räume anordnen. Bemerkenswert ist ein kleiner Raum, rechts vom Eingang. Hier sieht man eine prächtige Bühnenarchitektur im 4. Stil. Im Zentrum auf der Rückwand sieht man Iphigenie, wie sie aus dem Artemis-Tempel in Tauris kommt. Auf der rechten Wand ist Attis dargestellt, wie er sich an einen heiligen Baum lehnt. Der benachbarte Raum zeigt ebenfalls Malereien im 4. Stil. Hier finden sich abwechselnd rote und gelbe Felder. Architekturen befinden sich in den Zwischenfeldern und im oberen Teil der Wand.

## Galerie

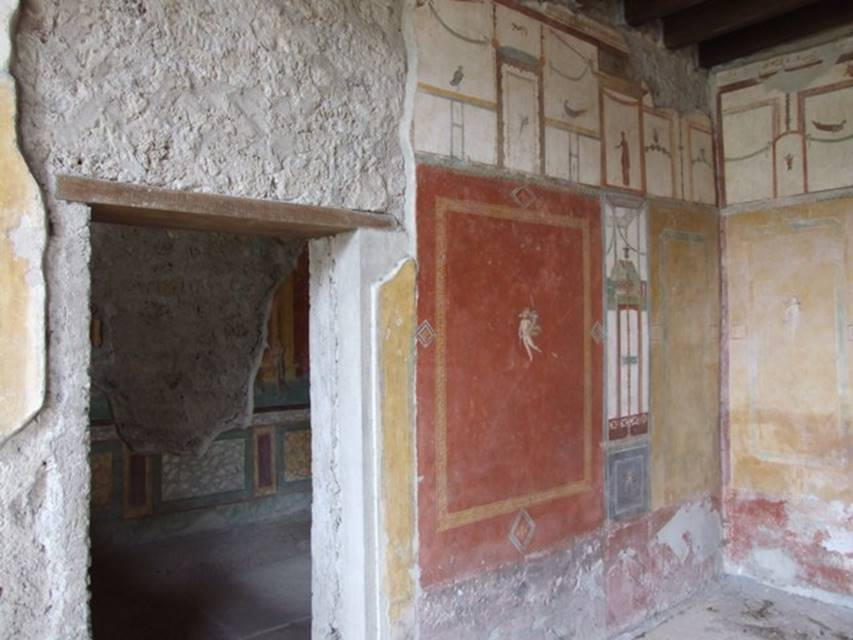
Raum mit Malereien im 4. Stil
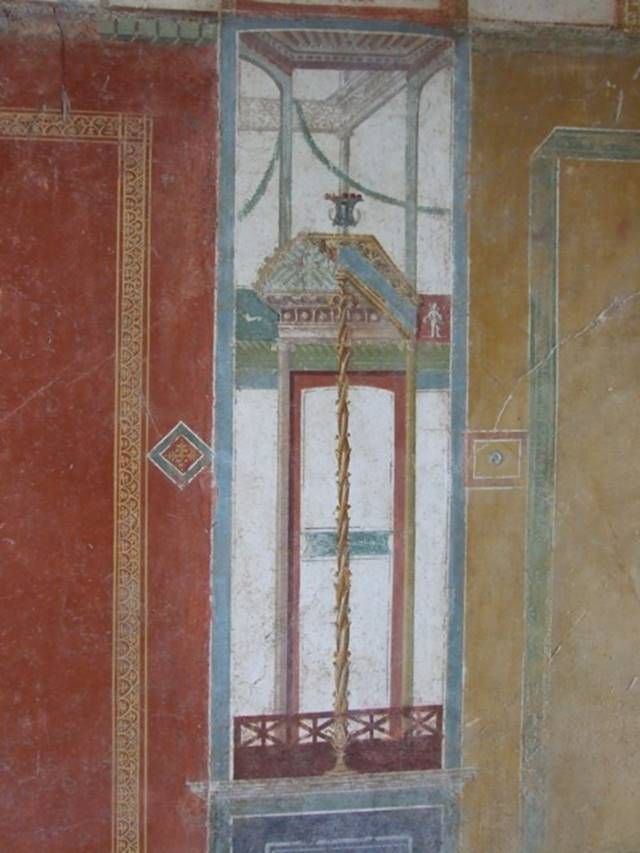
Malerei im 4. Stil, Detail
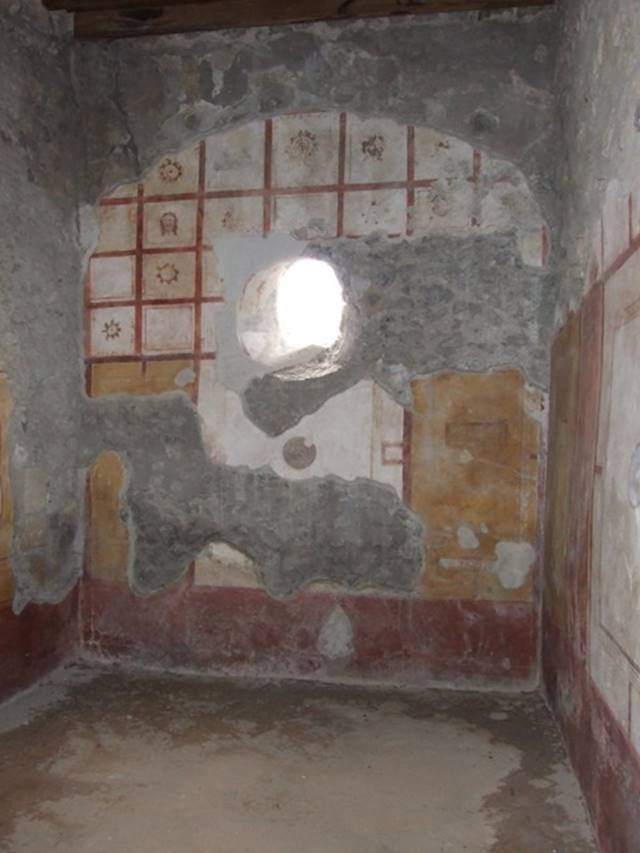
Raum mit Malereien im 4. Stil